# Praskowja Semjonowna Iwanowskaja

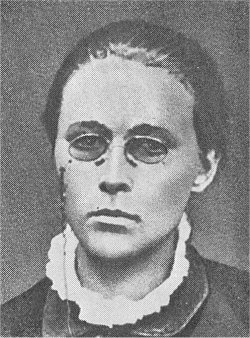
Praskowja Semjonowna Iwanowskaja

Praskowja Semjonowna Iwanowskaja (russisch Прасковья Семёновна Ивановская; * 3. Novemberjul. / 15. November 1852greg. im Dorf Sokownino, Ujesd Tschern, Gouvernement Tula; † 19. September 1935 in Poltawa, Ukrainische SSR) war eine russische bzw. sowjetische Revolutionärin.

## Leben
Iwanowskaja und ihre Geschwister Wassili (1846–1911), Alexandra (1851–1917), Jewdokija (1855–1940), Iwan (* 1859) und Pjotr (* 1863) wuchsen in völliger Freiheit auf und lernten für sich selbst zu sorgen, nachdem ihre Mutter früh gestorben war und ihr Vater, ein russisch-orthodoxer Priester, sich nicht um seine Kinder kümmerte.
Dank der finanziellen Hilfe des befreundeten Dekabristen und Gutsherrn von Sokownino Michail Bodisko (1803–1867) konnte Iwanowskaja mit ihrer Schwester Alexandra in Tula das Geistliche Mädchenseminar besuchen. Außerdem lernte sie verbotene Schriften kennen, die von jungen Leuten und auch von ihrem Medizin studierenden Bruder Wassili in Tula verbreitet wurden. Die Polizei entdeckte dies ohne Konsequenzen für die Mädchen.
In St. Petersburg studierte Iwanowskaja wie auch ihre Schwester Alexandra ab 1873 in den Höheren Kursen für Frauen in Räumlichkeiten des 5. Gymnasiums an der Alartschin-Brücke und bestand 1876 die Medizinassistentenprüfung am Gymnasium in Zarskoje Selo.
Als Iwanowskaja ihren Bruder Wassili in Moskau besuchte, lernte sie die Revolutionärin Marija Subbotina kennen, auf deren Rat sie sich in Odessa einer Narodniki-Gruppe anschloss. Nach ihrer Verhaftung 1878 und dreimonatiger Haft wurde sie nach Hause zu ihrem Vater geschickt, wo sie auf ihre Verurteilung warten sollte. Stattdessen ging sie nach Rumänien, wo sich bereits ihr Bruder Wassili aufhielt. Nach der Rückkehr im Frühjahr 1880 schloss sie sich der Narodnaja Wolja an und beteiligte sich an der Einrichtung konspirativer Wohnungen und Druckereien.
Im September 1882 wurde Iwanowskaja in Witebsk verhaftet und 1883 im Prozess gegen 17 Narodnaja-Wolja-Mitglieder zum Tode verurteilt mit anschließender Umwandlung der Todesstrafe in unbefristete Katorga. Sie kam in eins der Katorga-Gefängnisse an der Kara, einem Nebenfluss der Schilka in Transbaikalien. Sie wurde 1897 in das Katorga-Gefängnis in einem Dorf bei Alexandrowski Sawod verlegt, um ein Jahr später ins Gouvernement Irkutsk zu kommen. Nach der Verlegung 1902 nach Tschita gelang ihr 1903 die Flucht.
Zurück in St. Petersburg schloss sie sich der Kampforganisation der Sozialrevolutionäre an. Sie beteiligte sich an der Vorbereitung des Attentats auf Wjatscheslaw von Plehwe. Als vorgebliche Köchin lebte sie in einer konspirativen Wohnung mit Boris Sawinkow, Dora Brilliant und Jegor Sosonow. Nach dem Attentat reiste sie über Odessa zu ihrem Bruder Wassili in Rumänien und weiter nach Genf.
Nach der Rückkehr im Januar 1905 diente Iwanowskaja als Verbindungsperson der Terrorgruppe der Sozialrevolutionäre, die Attentate auf Großfürst Wladimir Alexandrowitsch, Dmitri Trepow, Pjotr Durnowo und Alexander Bulygin vorbereitete. Im März 1905 während der Revolution wurde sie verhaftet wie auch am selben Tag die gesamte 17-köpfige Kampfgruppe und im November 1905 aufgrund einer Amnestie freigelassen.

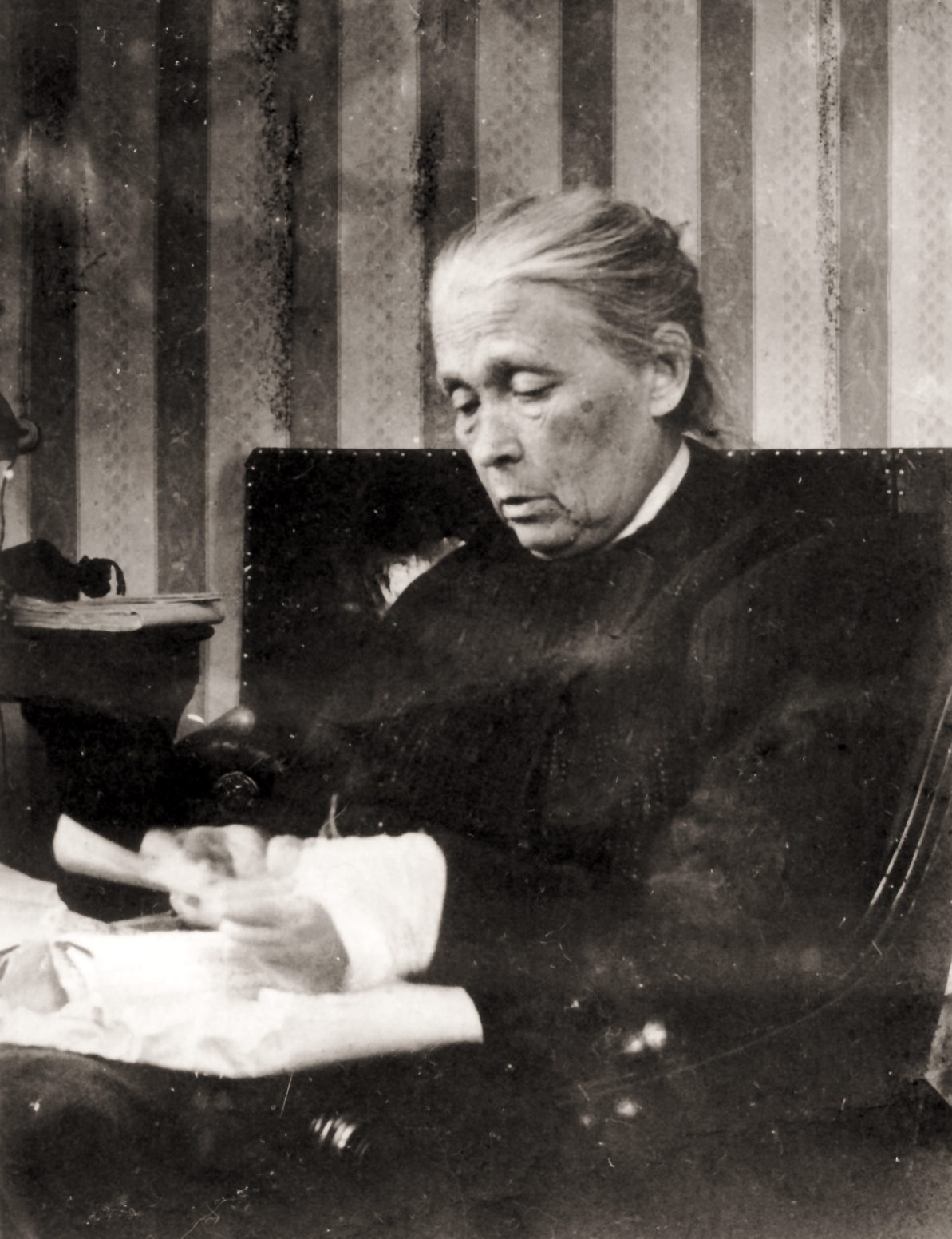
Iwanowskaja im Alter

Darauf gab Iwanowskaja jegliche revolutionäre und politische Tätigkeit auf  und zog mit ihrem Mann, dem Revolutionär Innokenti Woloschenko (1848–1908), nach Poltawa. Nach dem Tod ihres Mannes lebte sie bei ihrer Schwester Jewdokija, die den Schriftsteller Wladimir Korolenko geheiratet hatte, und beschäftigte sich mit der Organisation eines Korolenko-Literatur-Museums.